# Thunnus alalunga
Thunnus alalunga (англ. Albacore) — риба роду тунець.

## Розповсюдження
Космополітичний вид, розповсюджений у помірних та тропічних водах Тихого, Атлантичного та Індійського океанів, також зустрічається у Середземному морі.

## Будова
Риба має великий розмір, максимальна довжина — 127 см. У Тихому океані розмір від 55 до 115 см. В Індійському океані загальні розміри становлять від 40 до 100 см довжини. В Атлантичному океані — до 109 см. Вага — до 40 кг.
Форма тулуба схожа на таку у інших тунців. Тіло веретеноподібне, видовжене, високе в середній частині і різко звужується до хвостового відділу. Голова і очі великі, нижня щелепа трохи довша за верхню. Відмінністю виду є  грудні плавці. Вони надзвичайно довгі, до 30% довжини риби (якщо сама риба має розміри тіла більші за 50 см). 
Вентральна поверхня печінки смугаста (вкрита судинною мережею). Плавальний міхур присутній, але погано розвинений і не помітний у риб довжина яких менше 50 см. Колір — спина темного кольору, черево сріблясте; слабка бічна райдужна синя смуга проходить уздовж боків у живих риб; перший спинний плавець насичено-жовтого кольору, другий спинний і анальний плавці світло-жовті, анальний плавець темний; задній край хвостового плавця білий.

## Спосіб життя
Thunnus alalunga — океанічний  епі- та мезопелагічний вид, зустрічається в поверхневих водах з температурою від 15,6 до 19,4 °C; на глибинах зустрічається у водах від 13,5 до 25,2 °C. Зазвичай концентруються вздовж теплових розривів (океанічні фронти, такі як зона переходу на півночі Тихого океану та фронт Куросіо на сході Японії). Потреби в мінімальному насиченню киснем, ймовірно,  близько 2 мл/л. По всьому своєму ареалу thunnus alalunga мігрує на великі відстані і, схоже, утворює окремі групи на різних етапах свого життєвого циклу. Вважається, що в Атлантиці він в основному зустрічається на глибині до 600 м. Можуть утворювати змішані зграї з жовтоперим та блакитним тунцем. Зграї можуть бути пов'язані з предметами, які плавають у океані, включаючи водорості.
Thunnus alalunga — це пелагічні хижаки, мисливці у відкритому морі. На відміну від інших тунців, які вживають в основному рибу, основним джерелом їжі для цього виду є головоногі молюски (кальмари). Інші джерела харчування включають рибу, ракоподібних та желеподібні організми.

## Розмноження
Статевої зрілості у Тихому океані досягає при довжині приблизно 90 см у жіночих особин та приблизно 97 см у самців, в Атлантиці — при довжині приблизно 94 см у обох статей. Самка вагою 20 кг може виробляти від 2 до 3 мільйонів яєць за сезон, які випускаються принаймні двома партіями. Статеве співвідношення в уловах становить приблизно 1:1 для незрілих особин, але самці переважають серед зрілих риб, що, можливо, обумовлено як різною смертністю статей, так і диференційованою швидкістю зростання після зрілості.

## Значення
Цінна промислова риба, щороку виловлюється більше 200 тисяч тон. У продаж потрапляє зазвичай у охолодженому вигляді та у вигляді консервів. Також є трофейною рибою для рибалок-аматорів.
Thunnus alalunga може накопичувати у собі токсичні сполуки ртуті.

## Смакові якості
М'ясо  thunnus alalunga має м'який насичений смак і досить щільну текстуру (але менш щільну ніж у інших видів тунця) з великими вологими пластівцями. Воно досить жирне, з більшою кількістю омега-3 кислот, ніж у решти тунців. Колір м'яса найменш насичений з усіх тунців, внаслідок чого цю рибу називають «тунцем з білим м'ясом», хоча воно може варіюватися від світло-бежевого до майже коричневого у сирому вигляді. Після приготування колір стає білим.
|       |
| Стейк |

|       |
| Салат |

|                |
| Тунець з рисом |

|          |
| Консерви |